# Église protestante d'Obermodern-Zutzendorf
L'église protestante d'Obermodern-Zutzendorf est un monument historique situé à Obermodern-Zutzendorf, dans le département français du Bas-Rhin.

## Localisation
Ce bâtiment est situé à Obermodern-Zutzendorf.

## Historique
L'édifice fait l'objet d'une inscription au titre des monuments historiques depuis 1995.